# Colpotrochia petiolaris
Colpotrochia petiolaris är en stekelart som först beskrevs av Maximilian Spinola 1851.  Colpotrochia petiolaris ingår i släktet Colpotrochia och familjen brokparasitsteklar. Inga underarter finns listade i Catalogue of Life.